# Dieter Puschel
Dieter Puschel (Berlijn, 23 juni 1939 – Stommeln, 31 mei 1992) was een Duits wielrenner.

## Belangrijkste overwinningen
1960
- Ronde van Berlijn

1962
- Nationaal kampioenschap Duitsland op de weg, Elite

1963
- 7e etappe Critérium du Dauphiné

1966
- 2e etappe Ruta del Sol

## Resultaten in voornaamste wedstrijden
| Jaar | Ronde van Italië | Ronde van Frankrijk | Ronde van Spanje |
| ---- | ---------------- | ------------------- | ---------------- |
| 1961 |                  | 54e                 |                  |
| 1962 |                  | 28e                 | 17e              |
| 1963 |                  | 15e                 | 21e              |
| 1964 |                  |                     |                  |
| 1965 |                  | opgave              | opgave           |
| 1966 |                  |                     | 25e              |
| 1967 |                  | opgave              |                  |
| 1968 |                  | 36e                 |                  |
| 1969 | opgave           |                     |                  |
| 1970 | 46e              |                     |                  |
| 1971 |                  |                     |                  |
| 1972 |                  | 42e                 |                  |

| Jaar | Milaan-San Remo | Gent-Wevelgem | Ronde van Vlaanderen | Parijs-Roubaix | Omloop Het Volk | Rund um den Henninger-Turm | Brabantse Pijl |  | WK op de weg |
| ---- | --------------- | ------------- | -------------------- | -------------- | --------------- | -------------------------- | -------------- |  | ------------ |
| 1961 |                 |               |                      |                |                 |                            | 4e             |  |              |
| 1962 | 48e             | 62e           |                      | 40e            | 8e              |                            | 5e             |  |              |
| 1963 |                 |               |                      |                | 16e             | 10e                        |                |  | 27e          |
| 1964 | 102e            | 25e           |                      |                |                 |                            |                |  |              |
| 1965 |                 | 40e           |                      |                |                 |                            |                |  |              |
| 1966 | 108e            | 20e           |                      |                | 17e             |                            |                |  |              |
| 1967 |                 |               |                      |                |                 |                            |                |  |              |
| 1968 |                 | 60e           |                      |                |                 |                            |                |  |              |
| 1969 |                 | 39e           |                      | 29e            |                 |                            |                |  | 38e          |
| 1970 |                 |               |                      |                |                 | 21e                        |                |  | 47e          |
| 1971 |                 |               |                      |                |                 | 11e                        |                |  |              |
| 1972 |                 | 96e           | 47e                  |                |                 |                            |                |  |              |